# ブランドン・ハーデスティ
ブランドン・ハーデスティ（Brandon Hardesty、1987年4月13日 - ）は、アメリカ合衆国の俳優。

## 出演作品
- アメリカン・パイ in ハレンチ教科書（ルーブ）